# Marta Belaustegui Baltés
Marta Belaustegui Baltés (Madrid, 6 de maig de 1966) és una actriu espanyola. També ha estat directora del festival de Cinema 'Mujeres en Dirección' que se celebra a Conca.

## Trajectòria
Titulada a l'Escola Superior d'Art Dramàtic de Madrid (1983-1986).
En 1984 és convidada a treballar com a actriu en el Teatre de Cambra dirigit per Ángel Gutiérrez, en el qual romandrà fins a 1991. El seu primer treball com a actriu és en el muntatge Los escándalos de un pueblo (1983, Festival del Teatre Grec de Barcelona) en el paper d'Orsetta; títols al que seguirien: Las picardías de Scapin de Molière (1984), en el paper de Cervineta. La seva interpretació de Lika a l'obra La promesa d'Arbusov (1985), va tenir un gran reconeixement per part de la crítica i el públic; En 1987 participa a Entremeses de Cervantes, en el paper de Lorenza; el 1989 a Los balcones de Madrid estrenat al Teatre La Taganka (Moscou), en el paper de Doña Ana; el 1990 a Los veraneantes de Gorki, com Varia; el 1991 a Ruy Blas de Victor Hugo, en el paper de La Reina.
El 1993, estrena al Festival de Mèrida Las troyanas d'Eurípides, amb direcció d'Eusebio Lázaro, en el paper de Casandra.
En 1995 inicia la seva carrera al cinema amb la pel·lícula Malena es un nombre de tango dirigida por Gerardo Herrero; títol al que seguiran Nicolai Vavilov, d'A. Proskin; Cuestión de suerte de Rafael Moleón (1997), nominada a la Millor Actriu Revelació Europea; Cha-cha-chá, d'Antonio del Real (1998); Polizeruf 110, d'U. Stark (1999); Sí, quiero, de C. Zabala i E. Olasagasti (1999); Cuando vuelvas a mi lado, de Gracia Querejeta (1999), secció oficial del Festival Internacional de Cinmae de Sant Sebastià, Menció Especial del Jurat a la Interpretació-Direcció; Marta y alrededores, de J. Ruiz i N. Pérez de la Paz, secció oficial del Festival de Valladolid (1999); La rosa de piedra, de M. Palacios (1999); Las razones de mis amigos, de Gerardo Herrero (2000), secció oficial del Festival de Valladolid, Premi de Radio Nacional “Ojo Crítico” a la Millor Interpretació Femenina i nominada al Fotogramas de Plata a la Millor Actriu; Gitano, de M. Palacios (2000); X, de Luis María (2001); El deseo de ser piel roja, d'A. Umbría (2002), secció oficial del Festival de Màlaga; El amor imperfecto, de G. Davide Maderna (2002), Festival de Venècia, Premi Omega a la Millor Actriu; Aunque estés lejos, de Juan Carlos Tabío (2003); El principio de Arquímedes, de Gerardo Herrero (2004), Nominada a Millor Actriu del Cercle d'Escriptors Cinematogràfics; Lo mejor que le puede pasar a un cruasán, de Paco Mir (2004); Nicotina, de H. Rodríguez (2005); Las manos del pianista, de Sergio G. Sánchez (2008); Amores locos, de Beda do Campo (2009)
Realitza un bon nombre de curtmetratges, sent els més destacats 7337 Sergio G. Sánchez, Millor Interpretació Femenina en el Festival de Cinema de Terror de Sant Sebastià; Líneas de fuego J. Calvo Dorado; Temporada baja Sergio G. Sánchez, Millor Actriu al Festival de Cinema d'Alcalá de Henares (2004); Mi madre tiene la culpa L. Sánchez, Millor Actriu en el Festival de Cinema de Ponferrada (2005).
En 1993 funda al costat de Jesús Salgado la companyia Teatro del Duende produint els espectacles: La tinaja de Luigi Pirandello; La cabeza del dragón de Valle-Inclán; Santa Cruz de Max Frisch; Roberto Zucco de Bernard-Marie Koltes; Vivir como cerdos de John Arden, dir. J. Salgado; Cervantes entre palos de Cervantes, dir. J. Salgado; La comedia de las equivocaciones de W. Shakespeare, dir. J. Salgado; La comedia del bebé d'Edward Albee; Dile a mi hija que me fui de viaje de Denise Chalem.
En alguns d'ells ha treballat com a actriu, destacant les seves interpretacions en els papers de Fillico a La tinaja i de Caroline a Dile a mi hija que me fui de viaje.
Des del 2006 és directora del Festival Internacional de Cinema "Mujeres en Dirección".
El 2008, s'estrena com a directora al curtmetratge Bajo la máscara, realitzat pel Ministeri d'Igualtat dins la campaña "Menos es más" contra la violència de gènere.
En 2014 encapçala el repartiment de l'adaptació teatral de la pel·lícula de Vicente Aranda Amantes, reprenent el paper que va encarnar Victoria Abril i un any després intervé en el muntatge d' El jardín de los cerezos. En 2015 estrena en la 60a edició de la SEMINCI el curtmetratge Flora de Carlos G. Velasco.

## Filmografia
- 7337 (Sergio G. Sánchez, 2000)
- Amores locos (Beda do Campo, 2009)
- Las manos del pianista (Sergio G. Sánchez, 2008)
- Mi madre tiene la culpa (Lucía García Silva, 2005)
- El invierno pasado (Rubén Alonso, 2005)
- El principio de Arquímedes (Gerardo Herrero, 2004)
- Lo mejor que le puede pasar a un cruasán, (Paco Mir, 2003)
- Aunque estés lejos (Juan Carlos Tabío, 2003)
- Las razones de mis amigos (Gerardo Herrero, 2000)
- Gitano (Manuel Palacios, 2000)
- Cuando vuelvas a mi lado (Gracia Querejeta, 1999)
- Marta y alrededores (Nacho Pérez de la Paz - Jesús Ruiz, 1999)
- Cha-cha-chá (Antonio del Real, 1998)
- Malena es un nombre de tango (Gerardo Herrero, 1996)

## Premis i candidatures
Cercle d'Escriptors Cinematogràfics
| Any  | Categoria                | Pel·lícula                 | Resultar  |
| ---- | ------------------------ | -------------------------- | --------- |
| 2008 | Millor actriu            | El principio de Arquímedes | Candidata |
| 2001 | Millor actriu secundària | Las razones de mis amigos  | Candidata |